# Ausnutzungsdauer
Die Ausnutzungsdauer oder Nutzungsdauer eines Kraftwerkes ist gleich dem Quotienten aus der Gesamtarbeit in einer Zeitspanne und der Engpassleistung der Anlage.
Die Ausnutzungsdauer wird angegeben in Volllaststunden pro Jahr. Für die Ausnutzungsdauern verschiedener Kraftwerksarten in Deutschland siehe den Artikel Volllaststunde. 

## Rechenbeispiel
Ein Rechenbeispiel: Eine Windkraftanlage (WKA) stehe 3 Monate still, 4 Monate leiste sie 30 Prozent ihrer Nennleistung, 5 Monate 70 Prozent und 1 Monat 100 Prozent. 
Nutzungsgrad: 3/12 · 0 + 4/12 · 0,3 + 5/12 · 0,7 + 1/12 · 1 = 0,475
Eine WKA, die das ganze Jahr konstant mit 47,5 % ihrer Nennleistung arbeiten würde, erzeugte die gleiche Strommenge wie die oben beschriebene. Eine Ausnutzung von 47,5 % entspricht einer Ausnutzungsdauer von 8760 · 0,475 = 4161 Volllaststunden pro Jahr.